# Back to Ozz
Back to Ozz est un CD et vinyle d'Ozzy Osbourne sorti en 1988. Certaines éditions ont à l'intérieur un poster et un arbre généalogique de la famille Black Sabbath.

## Titres
1. The Ultimate Sin 03:44
2. Bark at the Moon 04:16
3. M.. Crowley (live)
4. Diary of a Madman 06:15